# Алмазово
Алма́зово (рос. Алмазово) — присілок у складі Щолковського міського округу Московської області, Росія.

## Населення
Населення — 89 осіб (2010; 66 у 2002).
Національний склад (станом на 2002 рік):
- росіяни — 91 %